# Паршин, Николай Михайлович
Николай Михайлович Паршин (род. 20 декабря 1962, д. Мордовское Коломасово, Мордовская АССР) — российский военачальник. Начальник Главного ракетно-артиллерийского управления Министерства обороны Российской Федерации с 2012 года, генерал-лейтенант (2014). Лауреат Государственной премии Российской Федерации имени Маршала Советского Союза Г. К. Жукова (2019).
Из-за вторжения России на Украину находится под санкциями стран Евросоюза, Великобритании и других государств.

## Биография
Родился 20 декабря 1962 года в деревне Мордовское Коломасово Мордовской АССР. Окончил в 1986 году Ташкентское высшее танковое командное училище, а в 1998 году окончил Военную академию бронетанковых войск, в 2005 году — Военную академию Генерального штаба Вооруженных Сил РФ.
С 1986 по 1993 года служил в Туркестанском военном округе в должности командира взвода курсантов Ташкентского высшего танкового командного училища, а также был командиром учебной группы центра подготовки офицеров и сержантов — специалистов мотострелковой дивизии, командир ремонтной роты того же учебного центра, командир ремонтной роты учебного полка подготовки специалистов запаса и заместитель командира батальона учебно-боевого вооружения и техники по вооружению учебного полка армейского корпуса.
С 1993 по 1995 года служил в Дальневосточном военном округе и был заместителем командира танкового батальона по вооружению отдельной мотострелковой бригады.
В 1998—2003 годах был заместителем командира по вооружению и начальником технической части учебного танкового полка общевойскового учебного центра, заместитель командира по вооружению, а также начальник технической части общевойскового учебного центра в Московском военном округе.
После окончания Военной академии Генерального штаба ВС РФ в 2005 году являлся начальником бронетанковой службы Московского военного округа, начальником штаба вооружения — первый=с заместителем начальника вооружения Сибирского военного округа, начальником вооружения — заместителем командующего войсками Приволжско-Уральского военного округа по вооружению.
В июле 2012 года назначен начальником Главного ракетно-артиллерийского управления Министерства обороны Российской Федерации.
В 2014 году присвоено воинское звание генерал-лейтенант.

## Награды
Награждён орденами «За заслуги перед Отечеством» III степени, «За заслуги перед Отечеством» IV степени, «За военные заслуги», орденом Почёта и орденом Дружбы.
Лауреат Государственной премии Российской Федерации имени Маршала Советского Союза Г. К. Жукова в области военной науки (2019) — за цикл научных трудов по теории и практике анализа и синтеза высокоинформативного и высокоточного радиоэлектронного вооружения, способствующих развитию военной науки, строительству Вооружённых Сил Российской Федерации и укреплению обороноспособности страны.

## Санкции
13 декабря 2022 года из-за вторжения России на Украину попал под санкции Великобритании и Новой Зеландии как причастный к ракетным ударам по украинским городам.
25 февраля 2023 года был внесён в санкционный список всех стран Евросоюза:

В ходе агрессивной войны против Украины российская армия часто использовала ракеты против военных и гражданских объектов. Как начальник Главного ракетно-артиллерийского управления МО РФ он отвечает за обстрелы Украины — «Официальный журнал Европейского союза», Брюссель, 25 февраля 2023 года
По аналогичным основаниям находится под санкциями Швейцарии, Украины и Японии.